# Зоряний шлях. До нових зірок
Star Trek. Зоряний шлях[джерело?] (англ. Star Trek) — науково-фантастична манґа, намальована манґаками, як: Даус К., Ортега Дж., Александер Дж., Барр М., Токар Р.[ким?] за мотивами культового серіалу Star Trek.

## Сюжет
У японських коміксах за мотивами найвідоміших зразків наукової фантастики з новою силою оживає дух неповторного серіалу Star Trek. Невблаганна логіка Спока, гіперемоційність Боунса, постійна боротьба Скотті з технічними негараздами… усе постає у свіжому, живому стилі.